# Sojuz 26
Sojuz 26 è la denominazione di una missione della navicella spaziale Sojuz verso la stazione spaziale sovietica Saljut 6 (DOS 5). Si trattò del venticinquesimo volo equipaggiato di questa capsula, del quarantaquattresimo volo nell'ambito del programma Sojuz sovietico nonché del secondo volo equipaggiato verso la predetta stazione spaziale (il primo che riuscì effettivamente a svolgere la manovra di aggancio con conseguente visita e soggiorno all'interno della stazione stessa). Con questa missione ebbe inizio la prassi di far rientrare l'equipaggio di lancio a bordo di un'altra navicella spaziale Sojuz.

## Equipaggio

### Equipaggio principale
| Ruolo             | Equipaggio al lancio                            | Equipaggio all'atterraggio           |
| ----------------- | ----------------------------------------------- | ------------------------------------ |
| Comandante        | Jurij Romanenko, GCTC Saljut 6 EO-1 Primo volo  | Vladimir Džanibekov, GCTC Primo volo |
| Ingegnere di volo | Georgij Grečko, NPOE Saljut 6 EO-1 Secondo volo | Oleg Makarov, NPOE Secondo volo      |

### Equipaggio di riserva
| Ruolo             | Equipaggio                 | Equipaggio                 |
| ----------------- | -------------------------- | -------------------------- |
| Comandante        | Uladzimir Kavalënak, GCTC  | Uladzimir Kavalënak, GCTC  |
| Ingegnere di volo | Aleksandr Ivančenkov, NPOE | Aleksandr Ivančenkov, NPOE |

## Missione
Dopo l'aggancio con la stazione spaziale Saljut, questa volta riuscito perfettamente (sulla parte posteriore della stazione!) venne avviata la procedura per consentire e garantire non solo la presenza prolungata, bensì continua e permanente di cosmonauti nell'orbita terrestre. La Saljut 6 era proprio per questo motivo stata dotata di due congegni d'aggancio per navicelle spaziali. Con una tale costellazione, l'Unione Sovietica era nuovamente in grado di raggiungere importanti primati nell'ambito dell'esplorazione umana dello spazio, come ad esempio l'aggancio contemporaneo di tre velivoli spaziali.
La scelta per la data di lancio della missione fu più che rischiosa. Si trattò infatti della prima possibilità di lancio dopo l'insuccesso della Sojuz 25. Questo significò che un equipaggio sarebbe rimasto a bordo della stazione spaziale per tutta la durata dell'inverno - in Unione Sovietica sicuramente il periodo meno adatto per effettuare un lancio ed un atterraggio di una navicella spaziale. Inoltre l'aggancio dovette assolutamente avvenire presso l'apposito congegno posteriore della stazione spaziale, il quale fino a tale missione non era ancora stato impegnato. Anche questo fatto era condizionato dall'insuccesso della Sojuz 25, la quale non era riuscita ad agganciarsi al congegno posizionato sulla parte anteriore della stazione. Per questo motivo si voleva chiarire mediante un'apposita attività extraveicolare se questo insuccesso era dovuto alla rottura di componenti del congegno d'aggancio, ad una disfunzione totale oppure ad un semplice malfunzionamento. L'attività extraveicolare venne svolta il nono giorno di missione. Si trattò della prima passeggiata spaziale dopo l'ultima svoltasi nell'ormai lontano 1969 (Sojuz 5). Per la prima volta venne indossata la nuova tuta spaziale "Orlan", la quale viene a tutt'oggi usata nella Stazione spaziale internazionale (ISS). In fondo si trattò del superamento concreto dell'esame di maturità della tuta stessa.
L'attività extraveicolare venne preparata accuratamente. Per primo i due cosmonauti entrarono nell'apposita chiusa d'aria per vestire le loro tute spaziali. Non si trattò di una chiusa d'aria vera e propria, ma di quella parte anteriore della stazione spaziale la quale veniva appositamente chiamata sezione di passaggio. Infatti questa sezione poteva essere chiusa ermeticamente nei confronti del resto della stazione spaziale stessa fungendo pertanto da chiusa d'aria. Dopo che i due cosmonauti avessero decompresso (cioè fatto fuoriuscire l'aria) da questa sezione, Grečko lasciò (come minimo parzialmente) la stazione, mentre Romanenko rimase all'interno di questa sezione. Con una telecamera a colori ed appositi attrezzi venne in seguito analizzato il congegno d'aggancio della stazione. Si accertò che lo stesso non presentò alcun difetto o alcun componente rotto. Pertanto la disfunzione e l'insuccesso della precedente missione era esclusivamente dovuto all'adattatore d'aggancio della Sojuz 25. L'attività extraveicolare si concluse dopo un'ora e 28 minuti.
Grazie a questa azione si poteva pensare all'esecuzione della missione Sojuz 27 equipaggiata da Vladimir Džanibekov e Oleg Makarov. Con l'aggancio di questa navicella avvenuto l'11 gennaio 1978 era stato assemblato il primo velivolo spaziale in orbita composto da tre singoli velivoli. Con la collaborazione di questo secondo equipaggio, chiamato equipaggio ospite, si poterono dunque eseguire diversi esperimenti per controllare la stabilità di tutto il complesso così assemblato (creazione di oscillazioni artificiali, misurazione di frequenze di risonanza ecc.). L'equipaggio ospite rimase per cinque giorni a bordo della stazione prima di rientrare a terra a bordo della Sojuz 26. Per la prima volta venne usata questa prassi, cioè di sostituire la navicella spaziale di lancio con un'altra per il rientro. Le missioni successive continueranno con ciò. In questo caso però si voleva semplicemente evitare di dover eseguire una manovra di sgancio della navicella Sojuz 26 dal congegno d'aggancio posteriore per riagganciare la stessa al congegno anteriore. Il congegno posteriore infatti dovette essere libero per la navicella di trasporto e da carico Progress, dato che su questa parte si trovavano inoltre gli agganci per il rifornimento di carburante della stazione stessa. Inoltre fu la volta buona per effettuare una prova ed un collaudo di tutti i lavori necessari per un tale cambio di navicella (per esempio il trasferimento e montaggio dei seggiolini dei cosmonauti fatti su misura da una navicella verso l'altra, il trasferimento delle tute spaziali ecc.). Così la Progress 1 si poté agganciare alla stazione con successo il 20 gennaio 1978. Pure questa missione di rifornimento, eseguita con la navicella priva di equipaggio ma con 1.300 kg di carico più i 1.000 kg di carburante significò un nuovo primato a favore dell'Unione Sovietica. Il rifornimento di carburante avvenne al termine delle operazioni di scarico della navicella Progress nel periodo tra il 27 gennaio ed il 2 febbraio. Il 6 febbraio avvenne lo stacco della navicella Progress, la quale fu fatta precipitare in maniera controllata dopo che la stessa aveva riportato (tramite l'accensione del suo congegno propulsore) la Saljut  6 su una traiettoria d'orbita più alta.
Dal 3 marzo 1978 al 10 marzo 1978 la stazione spaziale venne visitata dal secondo equipaggio ospite lanciato a bordo della Sojuz 28, cioè Aleksej Aleksandrovič Gubarev ed il primo cosmonauta ceco Vladimír Remek.
Con l'atterraggio della Sojuz 27 avvenuto il 15 marzo, si concluse, dopo 96 giorni di missione, il primo periodo operativo della stazione spaziale Saljut 6.

## Ulteriori dati di volo
- Atterraggio equipaggio originale: 16 marzo 1978 a bordo di Sojuz 27 11:18:47 UTC 310 km ad ovest di  Zelinograd, RSS di Kazakistan
- Durata per l'equipaggio originale: 96 giorni, 10 ore
- Orbite terrestri per l'equipaggio originale: 1.522
- Denominazione Astronomica Internazionale: 1977-113

I parametri sopra elencati indicato i dati pubblicati immediatamente dopo il termine della fase di lancio. Le continue variazioni ed i cambi di traiettoria d'orbita sono dovute alle manovre di aggancio. Pertanto eventuali altre indicazioni risultanti da fonti diverse sono probabili ed attendibili in considerazione di quanto descritto.
Dati di traiettoria dopo l'aggancio:
- Perigeo: 337 km
- Apogeo: 363 km
- Inclinazione assiale: 51,6º
- Periodo orbitale: 91,4 min